# Reinstorfer See
Der Reinstorfer See ist ein See in der Gemeinde Zurow im Landkreis Nordwestmecklenburg. Er liegt nordöstlich des namensgebenden Ortes Reinstorf unweit der Bundesstraße 192 inmitten eines Moor- und Schilfgebietes. Der See hat eine Nord-Süd-Ausdehnung von etwa 430 Metern und eine West-Ost-Ausdehnung von etwa 220 Metern. Das sumpfige Ufer ist komplett bewaldet und wird entwässert. Dadurch sank der Wasserspiegel auf das jetzige Niveau. Die umliegenden Höhen erreichen südöstlich vom See über sechzig Meter NHN.